# Jackalas 1
Jackalas 1 is een dorp in het district North-East in Botswana. De plaats telt 1093 inwoners (2011).